# Bloemdijken van Zuid-Beveland
De Bloemdijken van Zuid-Beveland is een natuurgebied van 104 hectare gevormd door een groot aantal dijken, hooilanden en welen gelegen in de Zak van Zuid-Beveland.
De meeste van de dijken zijn begroeid met populieren en zijn zeer kenmerkend voor dit gedeelte van Zuid-Beveland. Kenmerkend voor de dijken is de bloemenrijkdom. Struiken als meidoorn, sleedoorn en hondsroos en planten als wilde marjolein en pastinaak gedijen goed op de dijken.
Een deel van de dijken wordt begraasd door een schaapskudde. De schaapskooi is ook aan een van de bloemdijken gelegen.